# Matthias Georg Monn
Matthias Georg Monn (Taufname; Johann Georg Mann) (* 9. April 1717 in Wien; † 3. Oktober 1750 ebenda) war ein österreichischer Komponist, Organist und Musikpädagoge der Wiener Vorklassik.

## Leben
Über den Komponisten, der bereits im Alter von 33 Jahren am „Lungendefekt“ verstarb, weiß man sehr wenig. Dokumentiert sind lediglich Stellungen als Organist, zunächst in Klosterneuburg bei Wien. Des Weiteren wirkte er in der gleichen Funktion an der Karlskirche. Er soll sein Leben lang gekränkelt haben und immer schwarz gekleidet gewesen sein.
Seine Werke jedoch zeigen ihn als erfindungsreichen Meister, vor allem im Bereich der Instrumentalmusik. Seine Werke entstanden hauptsächlich im letzten Lebensjahrzehnt. Sie sind ein österreichisches Gegenstück zu den Experimenten der Mannheimer Schule, die sich zur gleichen Zeit am Rhein zu entwickeln begann. Monn stand in seinen Konzerten, Sonaten und Sinfonien deutlich unter dem Einfluss der neuesten Entwicklungen aus Italien. Er sprach eine Sprache, an die Joseph Haydn und Wolfgang Amadeus Mozart unmittelbar anknüpfen konnten.

## Vom Spätbarock zur Klassik
Monn repräsentiert gemeinsam mit Georg Christoph Wagenseil und weiteren Zeitgenossen wie Leopold Mozart oder Josef Starzer jene österreichischen Komponisten, die
- einerseits noch den Kontrapunkt nach Prinzipien, die von J. S. Bach und Johann Joseph Fux vertreten worden waren, anwandten,
- andererseits dem Übergang vom streng und schwulstig gewordenen Spätbarock zum freieren, anmutigen „Style galant“ zum Durchbruch verhalfen.
- Die zwei erstgenannten befassten sich auch mit der Erneuerung der Sonatensatzform, indem sie deren zweites Thema und die sogenannte Durchführung ausbauten. Später führten Michael und insbesondere Joseph Haydn diese Merkmale zur Meisterschaft.

Matthias Monns kompositorisches Schaffen umfasst hauptsächlich 16 Sinfonien, eine Reihe von Quartetten, Sonaten, Messen sowie Kompositionen für Violine und Klavier. Er zählt zu den auch heute noch bekanntesten Repräsentanten der Wiener Vorklassik.
Seine Autorschaft der meisten ihm zugeschriebenen Werke ist allerdings insofern fraglich, als diese fast alle nur in Abschriften aus den 1780er Jahren erhalten sind und daher ebenso von seinem Bruder Johann Christoph Monn (1726?–1782) stammen könnten. Bis heute ist nicht einmal geklärt, ob es sich bei dem 1717 geborenen „Johann Georg Mann“ tatsächlich um jenen Organisten Matthias Georg Monn handelt, der 1750 starb. Das Bild Monns als Pionier der vorklassischen Sinfonie ist daher zum größten Teil ein Konstrukt der Wiener Musikwissenschaft des frühen 20. Jahrhunderts und bedarf seit langem einer gründlichen Neubewertung.

## Heutige Rezeption
„Auch die Substanz des noch deutlich barocken Geist atmende Cellokonzert in g-Moll des Wiener Organisten Georg Matthias Monn (1717 bis 1750) hält den bedächtig prüfenden Blick der Musiker aus.“ (Anm.: Freiburger Barockorchester). „Liebevoll wie ein alter Uhrmachermeister tupfen die Streicher selbst im Mittelsatz – einem Siciliano von herber schlichter Schönheit – die solistische Partie mit dem einfachen Werkzeug gliedernder Akkordeinwürfe ab.“
„… Daß sich in der hier vorgestellten Symphonie in G (1749) Monns schon sehr früh in der Geschichte der Symphonie eine Art zweites Thema (Seitenthema) präsentiert, was ja in weiterer Folge wichtig für die endgültige Ausbildung der sogenannten Sonatenhauptsatzform ist, ist weniger bekannt. Schon früh (1740) hat Monn an dritter Stelle des dreisätzigen Sinfonietypus ein Menuett verwendet.“

## Diskografie (Auswahl)
- 6 Symphonien: Symphonien in G, B, Es, D & A; Sinfonia a quattro in B'. L'arpa festante, Michi Gaigg. CPO, 1994.[3]
- Konzerte für verschiedene Instrumente: Cellokonzert g-moll; Cembalokonzerte D-dur & g-moll; Violinkonzert B-dur. Rainer Zipperling (Cello), Sabine Bauer (Cembalo), Mary Utiger (Violine); La Stagione Frankfurt,  Michael Schneider. CPO, 1995.[4]
- Sinfonie & Concerti: Sinfonia F-Dur, Cellokonzert g-moll, Partita a 3 Nr. 2 g-moll, Sonata a 4 g-moll, Cembalokonzert h-moll, Sinfonia (1749) G-Dur. Capella Agostino Steffani, Lajos Rovatkay. EMI Electrola, 2000.
- Cello Concerto in g-moll, ediert von Arnold Schönberg, und Joseph Haydn: Cello Concerto in D-Dur Hob.VIIb:2. Jacqueline du Pré, London Symphony Orchestra, Valda Aveling, John Barbirolli. Warner Classics, 1969. Remastered Warner Classics, 2020 (2021).
- Cellokonzert g-moll. Mit Joseph Haydn: Cellokonzert C-Dur Hob.VIIb:1, Cellokonzert D-Dur, Hob.VIIb:2. Jean-Guihen Queyras, Freiburger Barockorchester, Petra Müllejans. Harmonia Mundi, 2003.
- Cellokonzert g-moll und Joseph Haydn: Cellokonzert C-Dur Hob.VIIb:1 und Francois Couperin: Pieces en Concert. „Chrysalis“, Corinne Morris, Scottish Chamber Orchestra, Stephanie Gonley. Linn Records, 2016.
- Motetti ad alto solo: Maria starke Sonnen. Lasst uns all' Mariam loben. Mit Motetten anderer Komponisten. James Bowman, Ricercar Consort. Ricercar, 2012. Reissue, 2018.